# Domnal Brecc af Dalriada
Domnall Brecc (Donald den fregnede) (d. 642 i Strathcarron) var konge af Dalriada, som lå i det moderne Skotland, fra omkring 629 til sin død i 642. Han var søn af den tidligere konge Eochaid Buide.
Han optræder første gang i de historiske kilder i 622, da Tigernach-annalen beretter om hans tilstedeværelse i slaget ved Cend Delgthen (formodentligt et sted i Meath) som en af Conall Guthbinn og Cholmáinklanens allierede. Dette er det eneste kendte tilfælde, hvor Domnall Brecc kæmpede på den vindende side.
Domnall led fire nederlag efter at han havde brudt Dalriadas alliance med Cenél Conaillklanen fra Uí Néill. I Irland, blev Domnall i 637 sammen med sin allierede Congal Cáech fra Dál nAraidi besejret af Domnall mac Áedo fra Cenél Conaill, som var Irlands overkonge. Han tabte også til Pikterne i 635 og 638, og til sidst til Eugein I af Alt Clut ved Strathcarron i 642, i dette slag blev Domnall Bredd dræbt.
Et bevaret vers, der er tillagt Aneirin, gengiver Domnalls nederlag og død for mændene fra Strathclydes hænder.
Domnalls søn Domangart mac Domnaill blev senere indsat som konge af Dalriada, og det senere dynasti Cenél nGabráin stammede fra ham. Domnalls anden søn, Cathasach, døde c. 650.